# Aflorimentul Costești

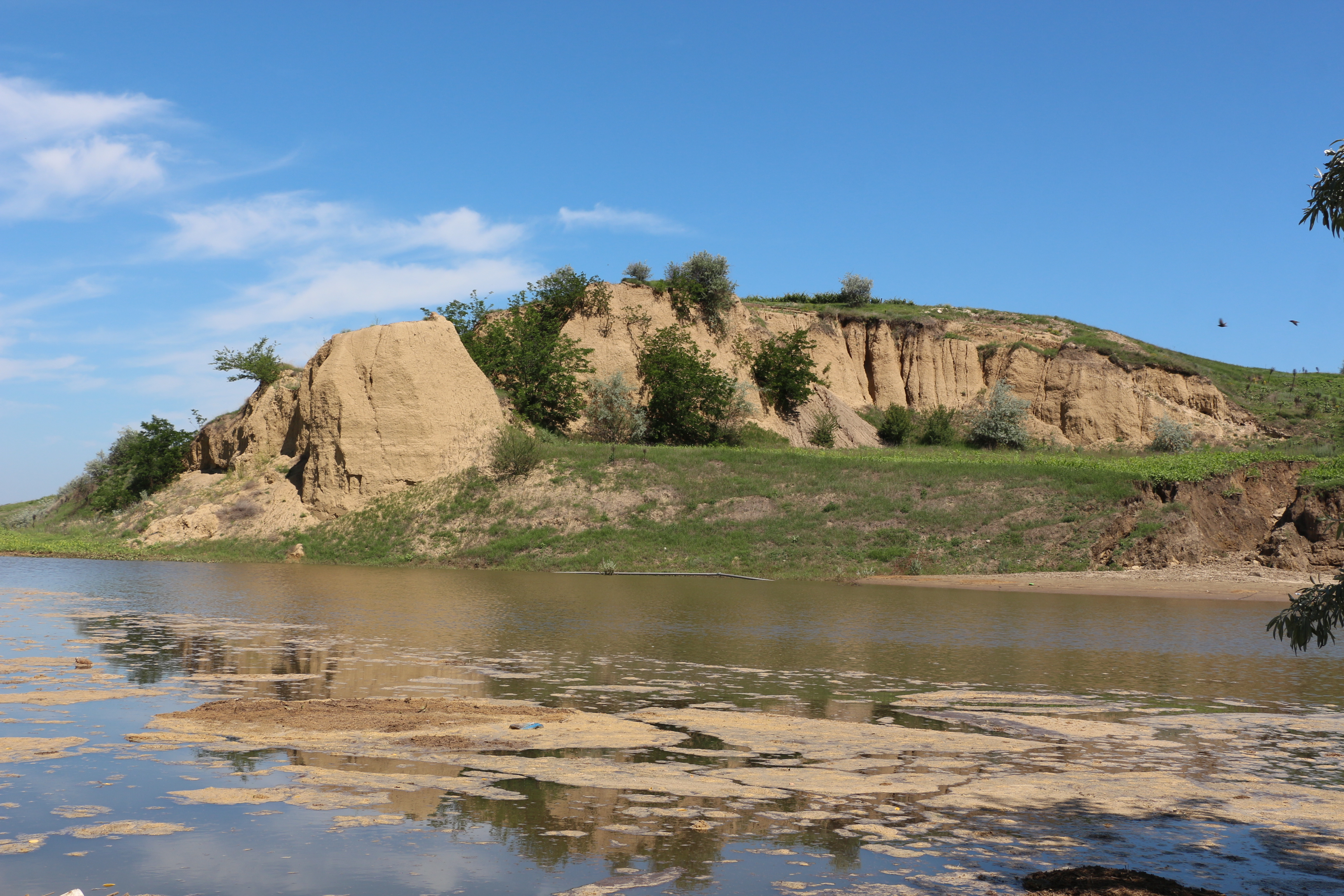
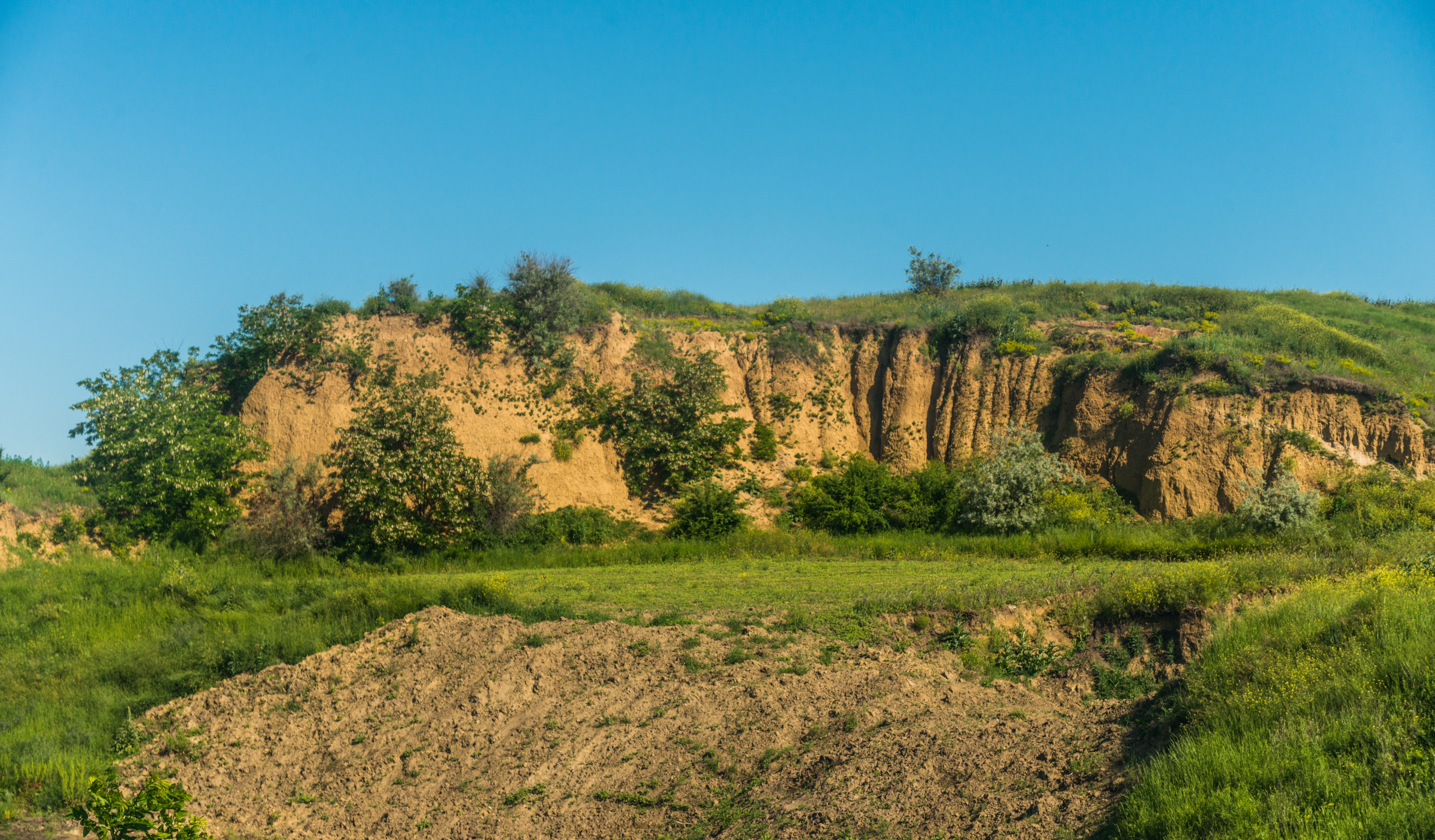
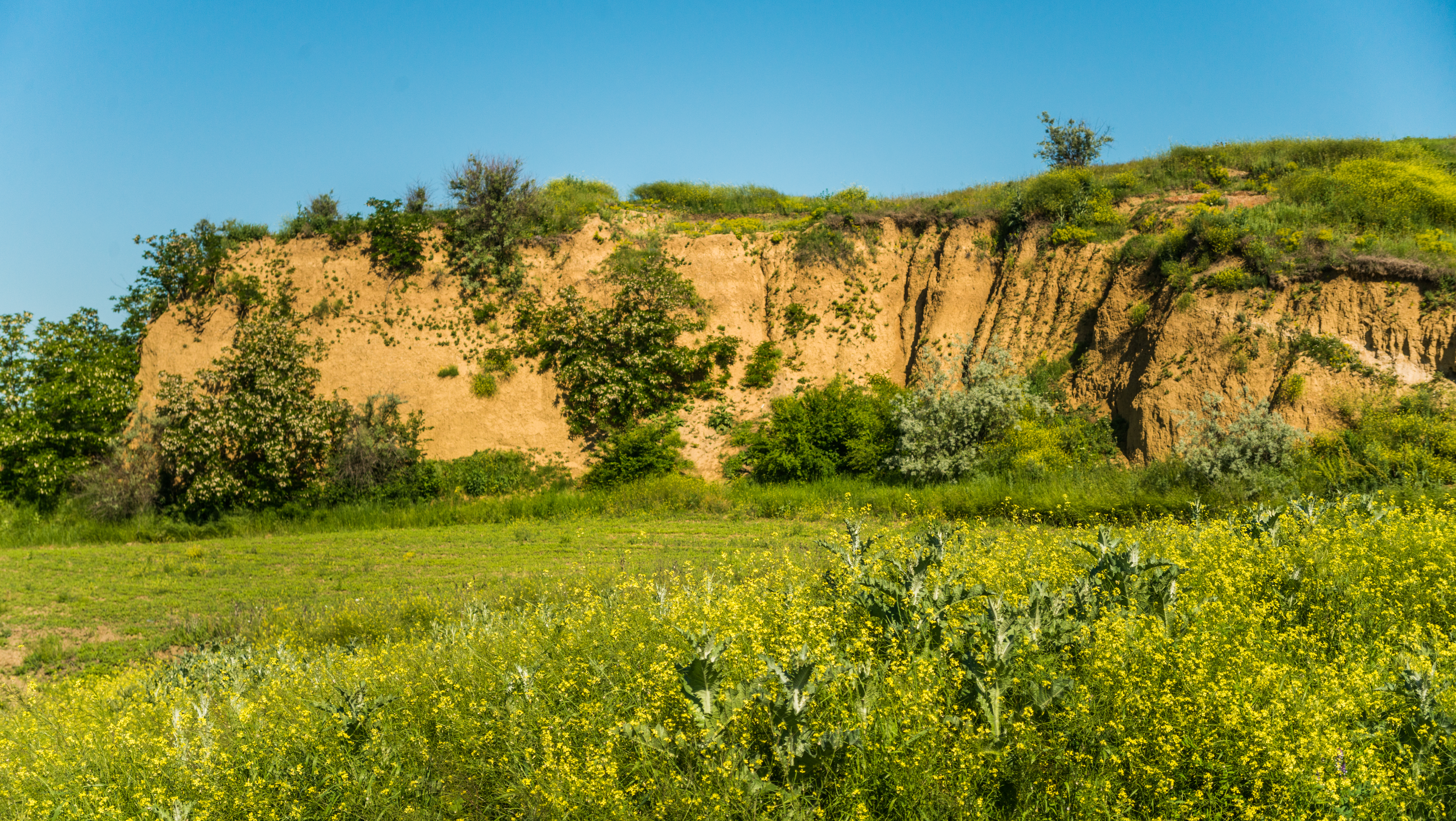
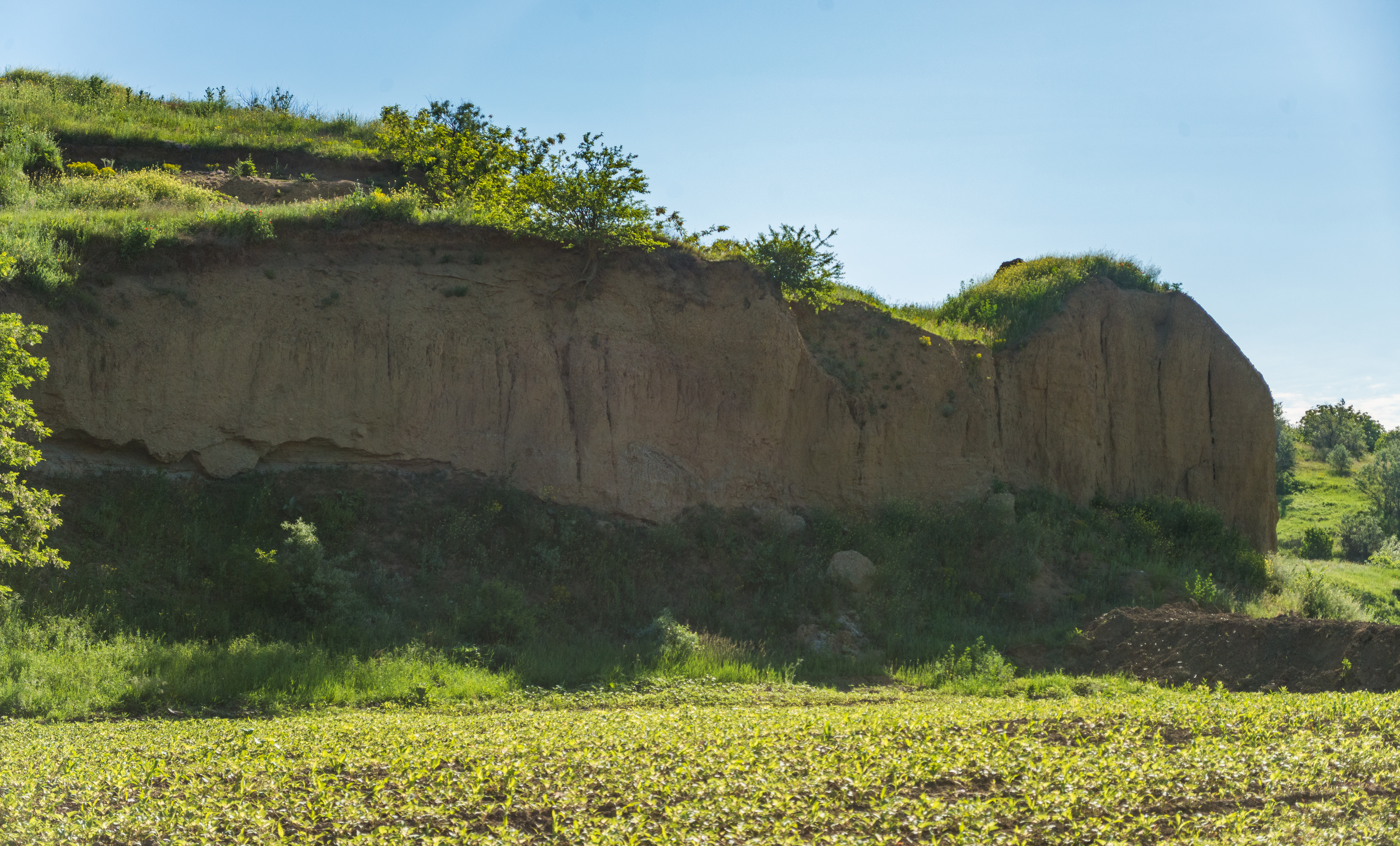

Aflorimentul Costești este un monument al naturii de tip geologic sau paleontologic în raionul Ialoveni, Republica Moldova. Este amplasat la nord de satul Costești, pe coasta stângă a văii râului Botna, lângă drumul spre Mileștii Mici. Are o suprafață de 1 ha. Obiectul este administrat de Primăria satului Costești și Societatea pe Acțiuni „Ialoveni”.